# Narathura soda
Narathura soda är en fjärilsart som beskrevs av Evans 1957. Narathura soda ingår i släktet Narathura och familjen juvelvingar. Inga underarter finns listade i Catalogue of Life.